# Oderturm
L'Oderturm (en français : Tour de l'Oder) est un immeuble de bureaux de 25 étages situé à Francfort-sur-l'Oder en Allemagne, construit entre 1968 et 1976 du temps de la RDA.

## Histoire
La tour est conçue et construite par un collectif dirigé par les architectes Hans Tulke et Paul Teichmann et en partie par des Brigades de travail, des brigades socialistes de la Jeunesse. Conçue comme un immeuble de bureaux, sa construction prend près de huit ans. A l'ouverture, il s'y trouve 274 lits pour les employés de l'usine de semi-conducteurs de Francfort , ainsi que 160 lits pour une auberge de jeunesse. Une partie d'un centre de traitement de données (DVZ) y est également hébergée. Au rez-de-chaussée se trouve la librairie « Ulrich-von-Hutten », une épicerie fine de 400 m² et le restaurant self-service Schnell-Gastronom. Le Panorama Café était installé au 1er étage.
Comme tous les restaurants de la RDA, le café de la tour faisait face à des difficultés d'approvisionnement, d'achat de marchandises, et des problèmes de personnel. Les places au restaurant étant toujours rares aux heures les plus fréquentées, certains serveurs demandaient un pourboire à l'avance pour fournir des places libres ou pour des réservations. Les responsables socialistes avaient connaissance de ces problèmes et souhaitaient améliorer le niveau de ces restaurants HO en organisant des  « concours socialistes » avec l'objectif du « restaurant d'excellence ».
Après la réunification allemande, le bâtiment est rénové (de 1992 à 1994) et reconstruit selon les plans de l'architecte Monika Krebs. Les travaux s'élèvent à environ 200 millions de DM (en pouvoir d'achat actuel, autour de 
257 millions €). Le 26 août 1993 est inauguré le complexe Oderturm de 41 000 m² avec sa galerie marchande. Une grande enseigne au néon est ajoutée et devient un symbole de la ville. Avec environ 1400 emplois, l'Oderturm tient une place économique importante dans le centre-ville. En 1999, un restaurant ouvre au 24e étage. Le 25e étage, à peine visible, est un local technique, légèrement plus bas que les autres.

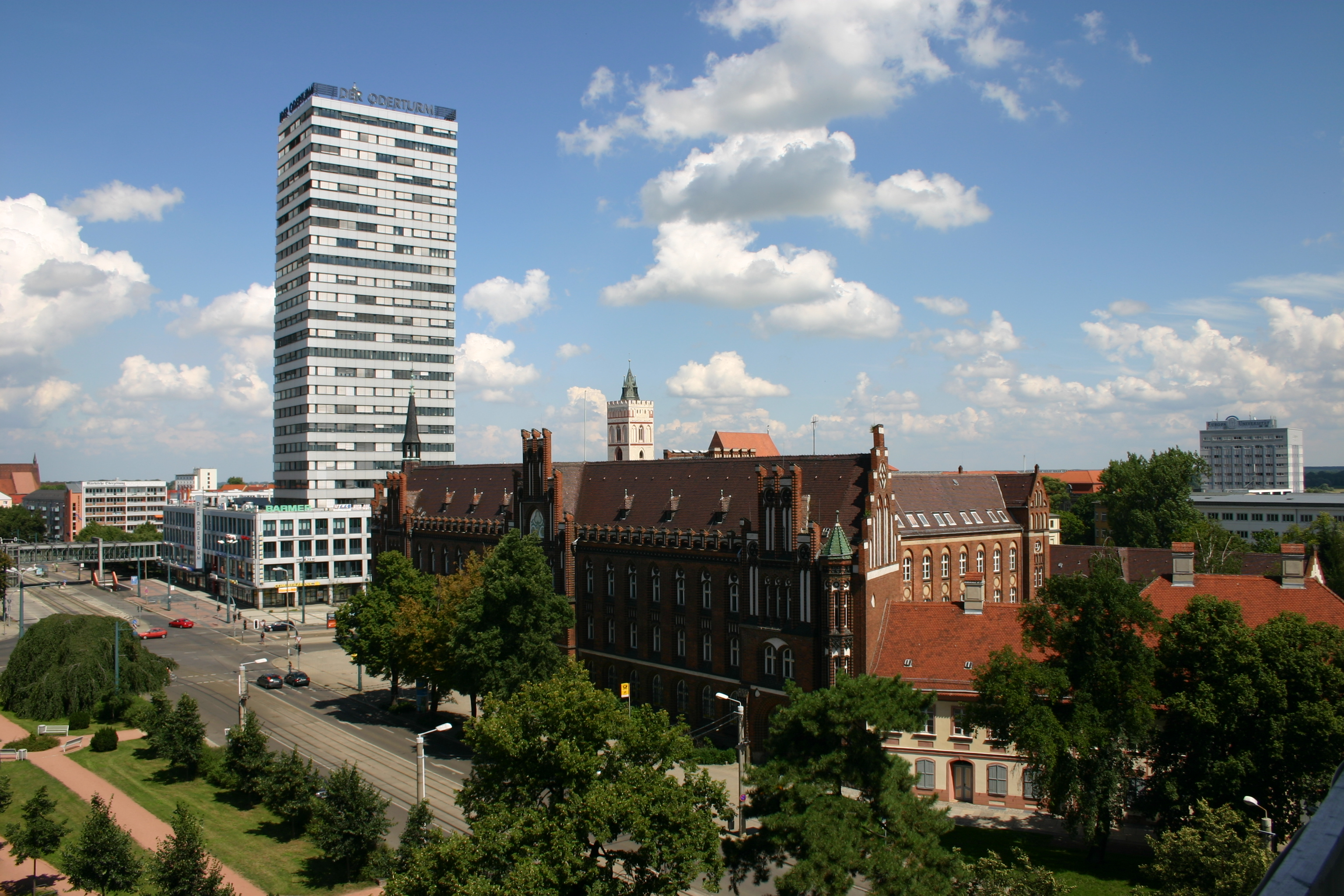
Tour et ancienne poste.
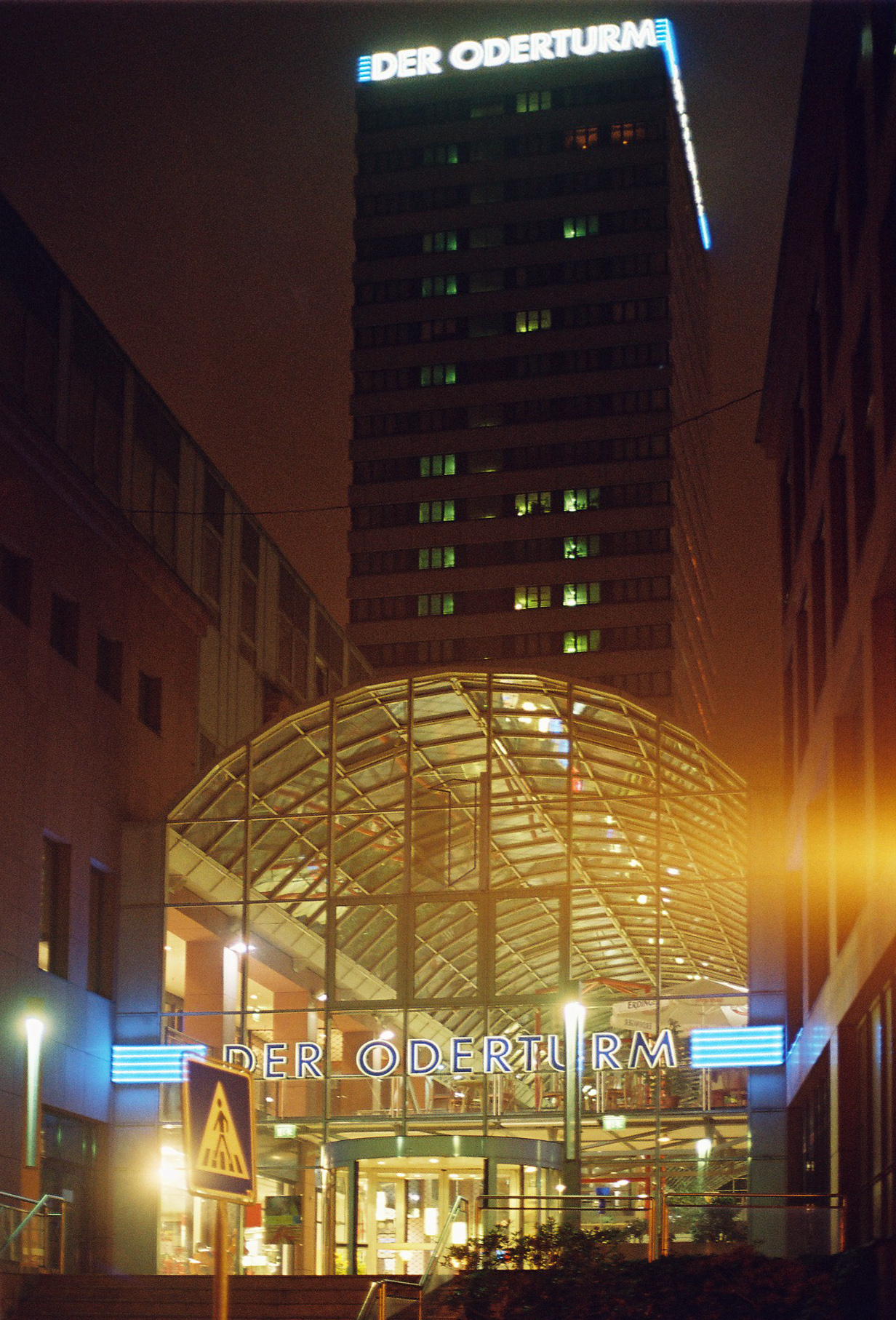
Vue de nuit, 2006, avec la grande enseigne au néon.
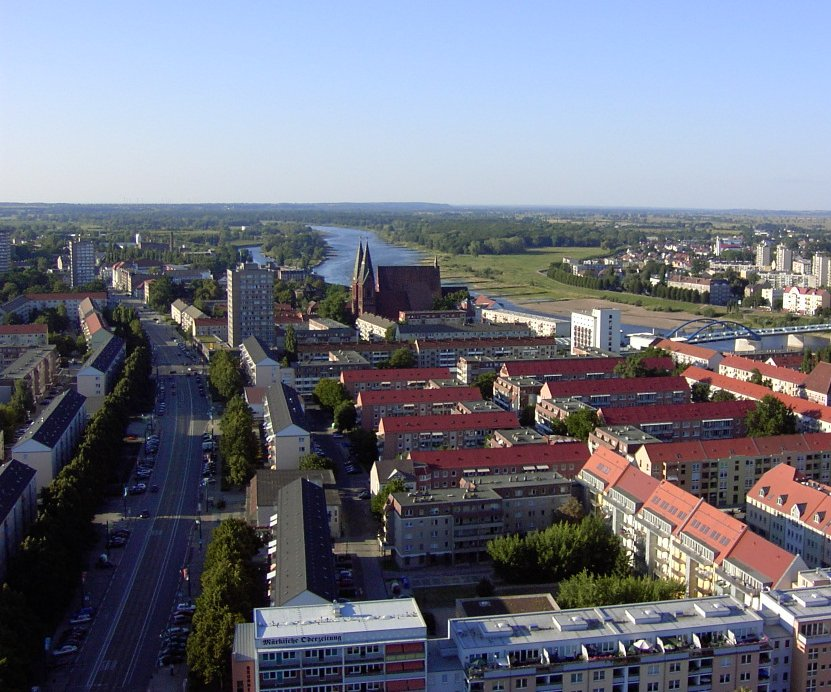
Vue vers le nord.
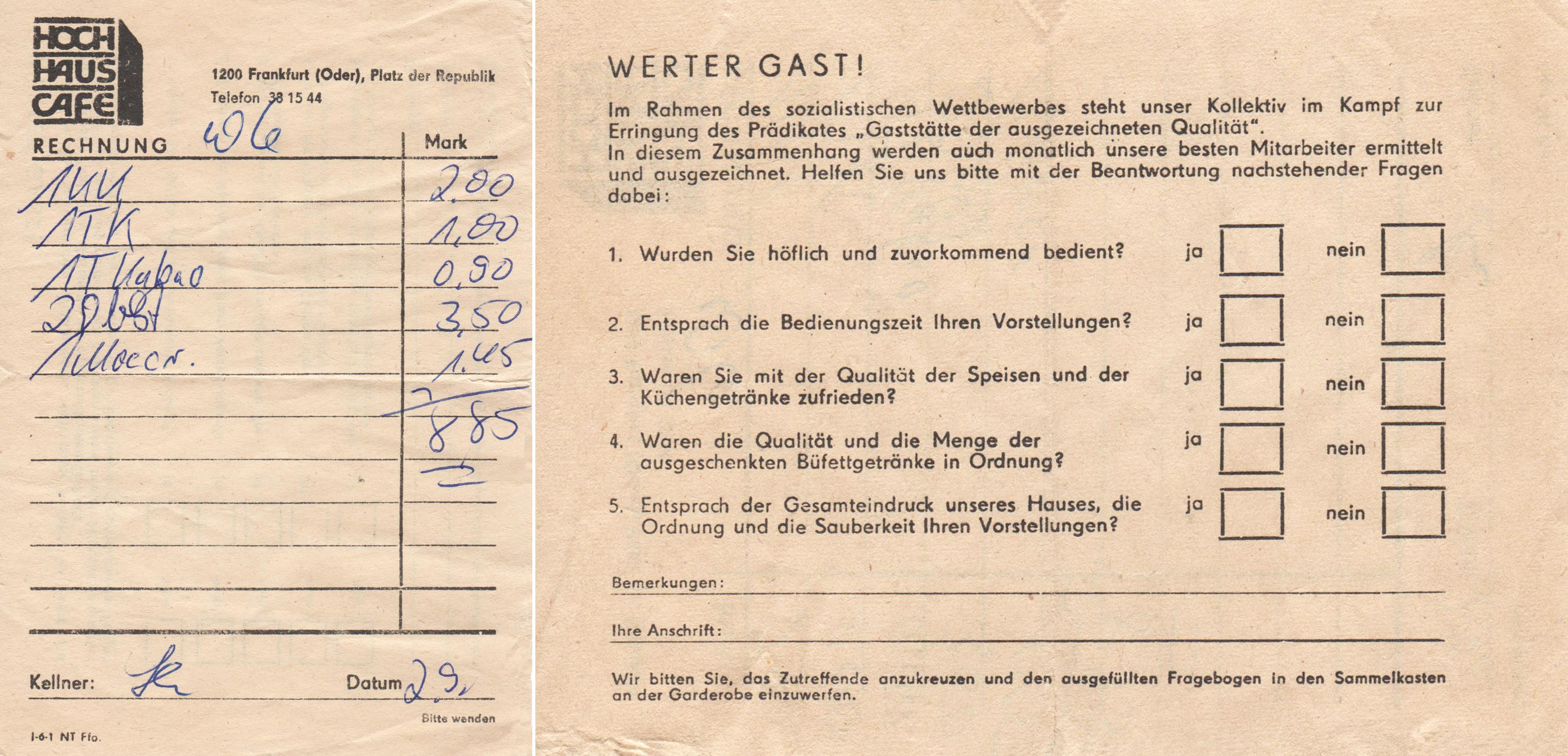
Facture du 2 septembre 1986 et note du restaurant au verso. Une tasse de café coûte 1 mark. Un sondage est effectué auprès des clients pour le concours d'excellence.